# Gobiomorphus australis
Gobiomorphus australis är en fiskart som först beskrevs av Krefft, 1864.  Gobiomorphus australis ingår i släktet Gobiomorphus och familjen Eleotridae. Inga underarter finns listade i Catalogue of Life.